# Tobolsk
Tobolsk (russisch Тобо́льск) ist eine russische Stadt in der Oblast Tjumen östlich des Uralgebirges mit 99.694 Einwohnern (Stand 14. Oktober 2010). Sie liegt gegenüber der Mündung des Tobol in den Irtysch.

## Geschichte
Tobolsk liegt im Siedlungsgebiet der Chanten, Mansen, Nenzen und Selkupen. Es ist nach Tjumen die älteste russische Stadt in Sibirien. Sie wurde 1587 durch die Kosaken von Daniil Tschulkow als Ostrog gegründet. In der Nähe befand sich Qaschliq, auch Isker genannt, die Hauptstadt des Khanats Sibir. 1621 wurde Tobolsk zum Zentrum der Eparchie Sibirien. Im 17. und 18. Jahrhundert entwickelte sich die Siedlung zum Handelszentrum der Region am Irtysch, ab 1712 war sie Verwaltungszentrum des Gouvernements Sibirien, später des Gouvernements Tobolsk. Sie wird daher als die alte Hauptstadt Sibiriens bezeichnet. Tobolsk beherbergt das älteste Theater Sibiriens. 1803 und 1864 wurden Anläufe zur Gründung einer Universität unternommen.

Tobolsk Anfang des 20. Jahrhunderts
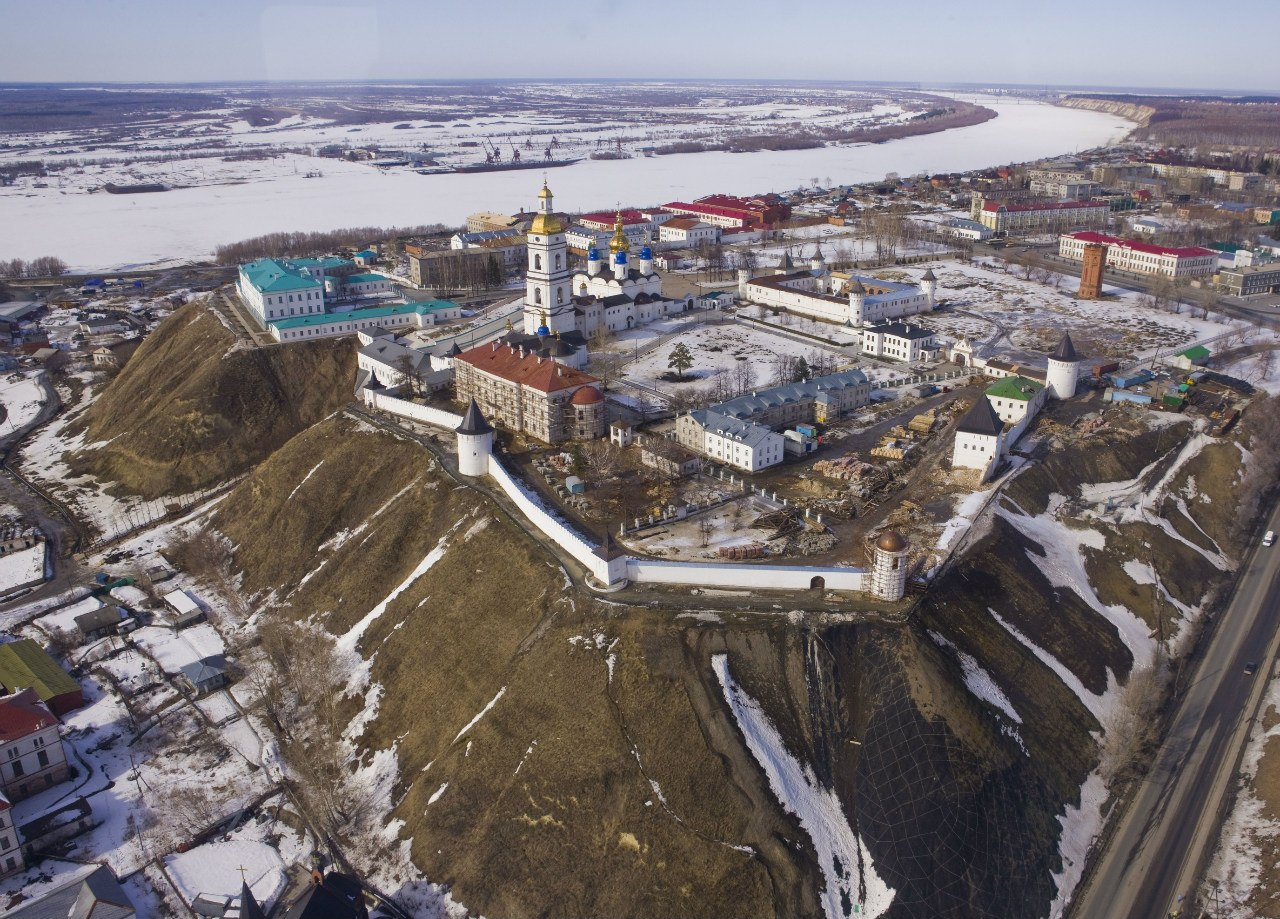
Tobolsker Kreml
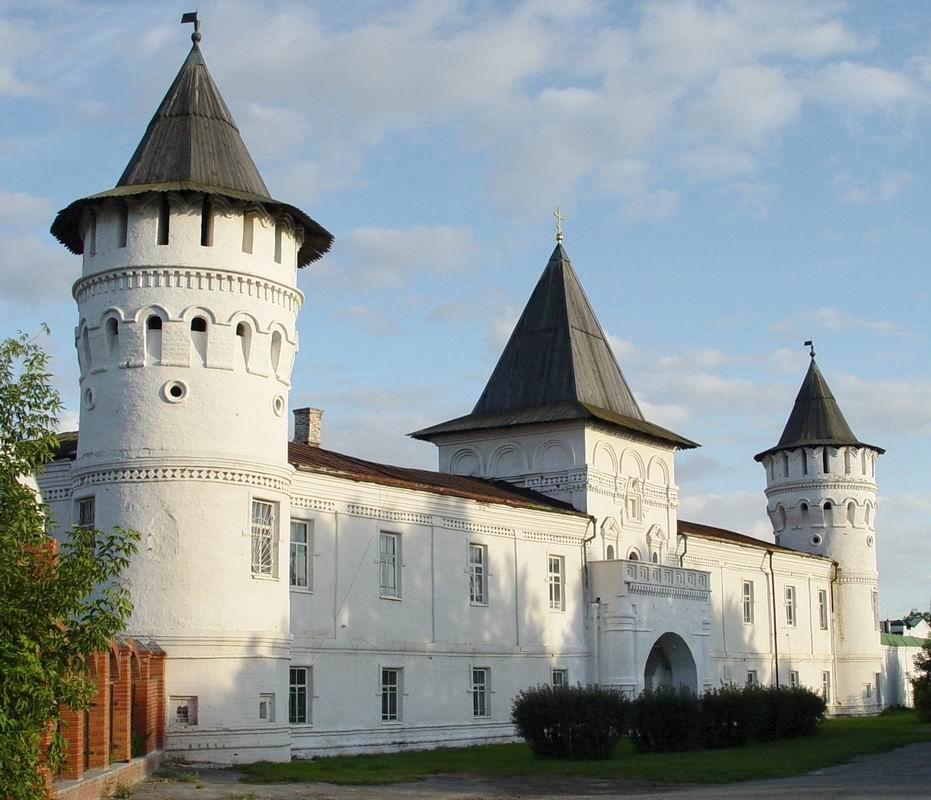
Ehemaliges Handelshaus in Tobolsk
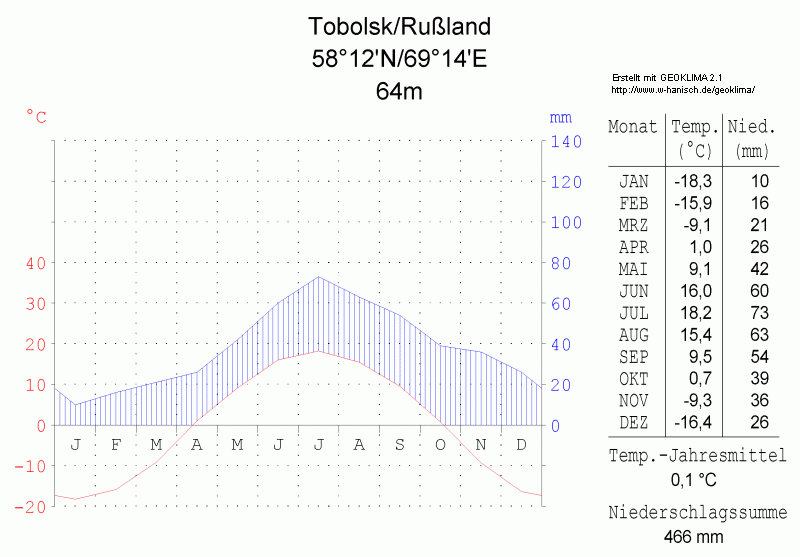
Klimadiagramm von Tobolsk

## Geographische Lage
Tobolsk, die zweitgrößte Stadt in der Oblast Tjumen, liegt auf 58 Grad nördlicher Breite, an der Grenze der Taiga und des Laubwaldes, am östlichen Ufer des Irtysch bei der Mündung des Flusses Tobol. Die Stadt teilt sich in zwei Teile auf – Oberstadt und Unterstadt. Die Oberstadt liegt am Alafejskaja-Berg, einer 60 m hohen Terrasse. Verschiedene Teile des Berges tragen ihre eigenen Namen – z. B. das Troizki-Kap, der Panin Bugor, oder der Kiseljowskaja-Berg. Am Kap Tschuwaschski, im Südteil von Tobolsk, fand 26. Oktoberjul. / 5. November 1582greg. die Schlacht zwischen Jermak Timofejewitsch und den Tataren statt, wodurch das Khanat Sibir Russland unterstellt wurde. Der historische Kern der Stadt entstand am Troizki-Kap; dort wurde Ende des 16. Jahrhunderts durch Kosaken ein Ostrog gebaut und die Dreifaltigkeitskirche errichtet. Ein Jahrhundert später begann an der Stelle des Ostrogs die Errichtung des Kremls. Später wurde auch der Bergfuß bebaut.

### Klima
In Tobolsk herrscht Kontinentalklima. Charakteristisch sind schnelle Temperaturänderungen. Die mittlere Temperatur beträgt im Januar −17 °С und im Juli +19 °С. Die niedrigste Temperatur im Winter beträgt −52 °C, die höchste Temperatur im Sommer beträgt fast 40 °С
Die Lufttemperatur, °С
| Monat     | Abs.Min.     | Durchschn. Min. | Durchschn. | Durchschn. Max. | Abs.Max.    |
| --------- | ------------ | --------------- | ---------- | --------------- | ----------- |
| Januar    | -48.5 (1964) | -21.6           | -17.1      | -12.7           | 5.5 (1903)  |
| Februar   | -47.8 (1967) | -20.7           | -15.6      | -10.3           | 5.8 (2016)  |
| März      | -41.8 (1964) | -12.5           | -7.0       | -1.4            | 14.7 (1951) |
| April     | -30.3 (1964) | -3.2            | -1.8       | 7.2             | 25.5 (1982) |
| Mai       | -14.6 (1890) | 4.7             | 10.2       | 16.3            | 35.7 (2004) |
| Juni      | -2.2 (1968)  | 11.5            | 16.7       | 22.4            | 37.2 (1955) |
| Juli      | 3.4 (1975)   | 13.8            | 18.7       | 23.9            | 39.6 (1901) |
| August    | -2.9 (1967)  | 10.7            | 15.3       | 20.4            | 33.8 (1936) |
| September | -6.5 (1909)  | 4.9             | 9.0        | 13.7            | 30.1 (1982) |
| Oktober   | -25.8 (1969) | -1.2            | 2.2        | 6.1             | 23.7 (2018) |
| November  | -40.1 (1890) | -11.8           | -8.2       | -4.8            | 12.3 (2006) |
| Dezember  | -51.8 (1958) | -19.4           | -14.9      | -10.7           | 4.5 (2003)  |
| Jahr      | -51.8 (1958) | -3.7            | 0.9        | 5.8             | 39.6 (1901) |

## Einwohner
2004 wurden die Orte Irtyschski, Mendelejewo, Werchnefilatowo, Alemassowa, Anissimowa, Wolgina, Saschtschitina, Syrjanowa und Sawina eingemeindet. Durch die Eingemeindung überschritt Tobolsk die Grenze von 100.000 Einwohnern und erhielt damit den Status einer Großstadt. In den folgenden Jahren sank die Einwohnerzahl wieder leicht und lag 2010 für die eigentliche Stadt bei 99.698. Zum Stadtkreis gehört jedoch außer Tobolsk selbst noch die Siedlung Sumkino mit 3.887 Einwohnern, so dass die Gesamteinwohnerzahl des Stadtkreises 103.585 beträgt. Von den Einwohnern waren per 1. Januar 2011 75,6 % Russen, 16,0 % Tataren, 2,5 % Ukrainer, 0,6 % Deutsche, 0,6 % Belarussen, 0,5 % Baschkiren, 0,3 % Aserbaidschaner und 3,3 % Angehörige anderer Ethnien.

### Bevölkerungsentwicklung
| Jahr | Einwohner |
| ---- | --------- |
| 1782 | 13.279    |
| 1867 | 20.330    |
| 1897 | 20.425    |
| 1926 | 18.519    |
| 1939 | 32.244    |
| 1959 | 39.034    |
| 1970 | 49.260    |
| 1979 | 61.969    |
| 1989 | 94.143    |
| 2002 | 92.880    |
| 2010 | 99.694    |
| 2021 | 100.352   |

Anmerkung: ab 1897 Volkszählungsdaten

## Wirtschaft
Im Mittelpunkt des Wirtschaftsgeschehens von Tobolsk steht das zwischen den Jahren 1974 und 1984 erbaute petrochemische Werk. Das Werk ist für knapp 90 % der gesamten Wirtschaftsleistung der Stadt verantwortlich. Dabei entfallen 47,2 % der Wirtschaftsleistung auf den Bereich Energietechnik und 44,2 % auf den Bereich Petrochemie. Im Jahr 1999 wurde das Werk vom Petrochemie-Konzern Sibur übernommen und über die Jahre durch weitere Produktionslinien erweitert. Heute gilt das Werk als der größte Produzent von Polymeren und Monomeren in Russland.

## Religionen
Tobolsk ist ein russisch-orthodoxes Zentrum in der Oblast Tjumen. Die Sophienkathedrale, die sich im Tobolsker Kreml befindet, ist der Bischofssitz der Eparchie Tobolsk. In der Nähe von Tobolsk befinden sich das Abalakski-Mönchskloster sowie das Iwanowski-Frauenkloster. Außerdem gibt es die katholische Dreifaltigkeitskirche (1907 fertiggestellt); sie gehört zum Bistum der Verklärung von Nowosibirsk.
Die katholische Gemeinde von Tobolsk wurde von Polen und Litauern gegründet, die nach der Unterdrückung des Novemberaufstandes (1830/1831) nach Sibirien umgesiedelt worden waren. Die unter der Sowjetherrschaft geschlossene Kirche wurde 1993 wieder an die Gemeinde übergeben. Weiter existiert eine protestantische Kirche. Die muslimische Gemeinde, die vor allem aus Tataren besteht, verfügt über zwei Moscheen.

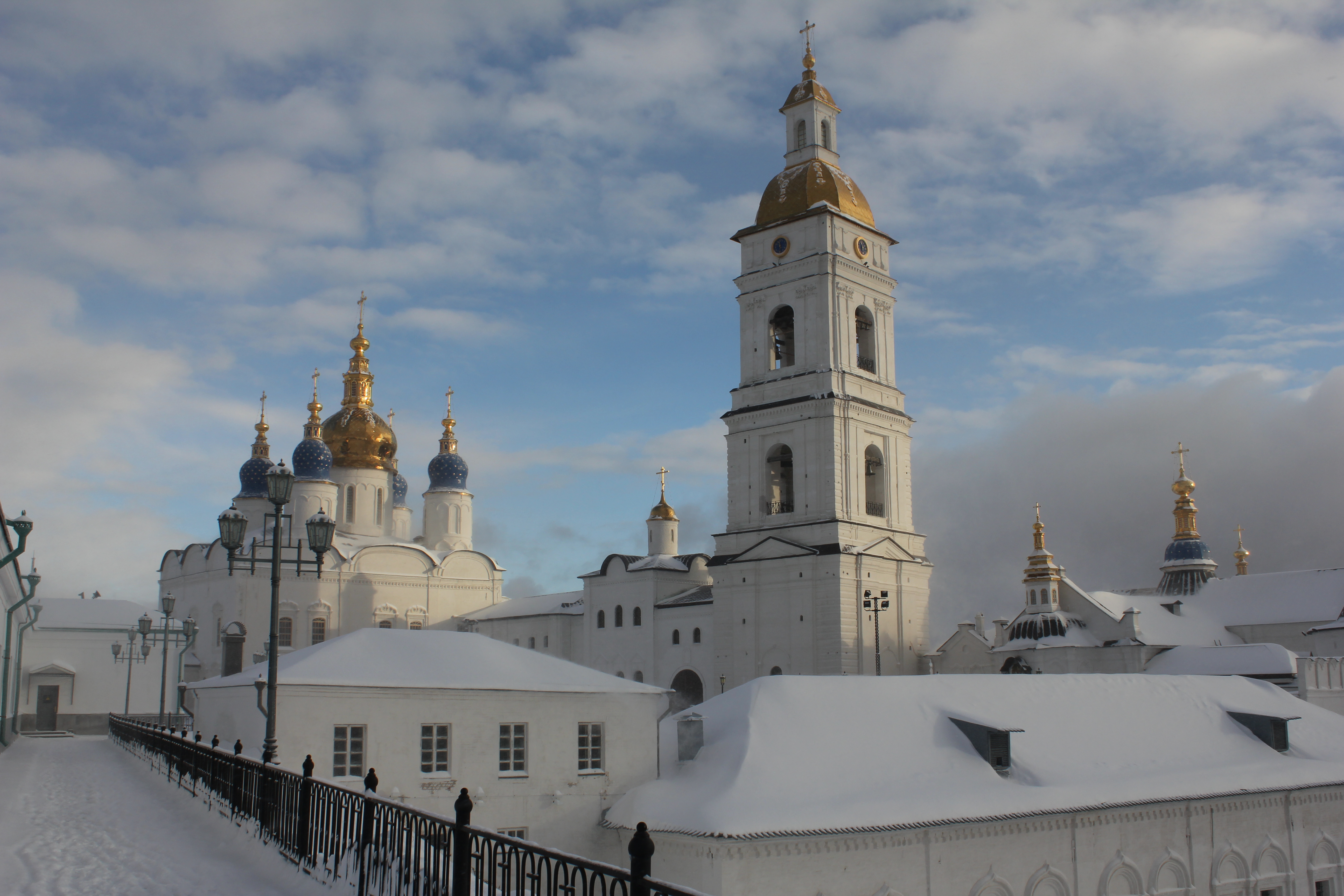
Die Sophienkathedrale
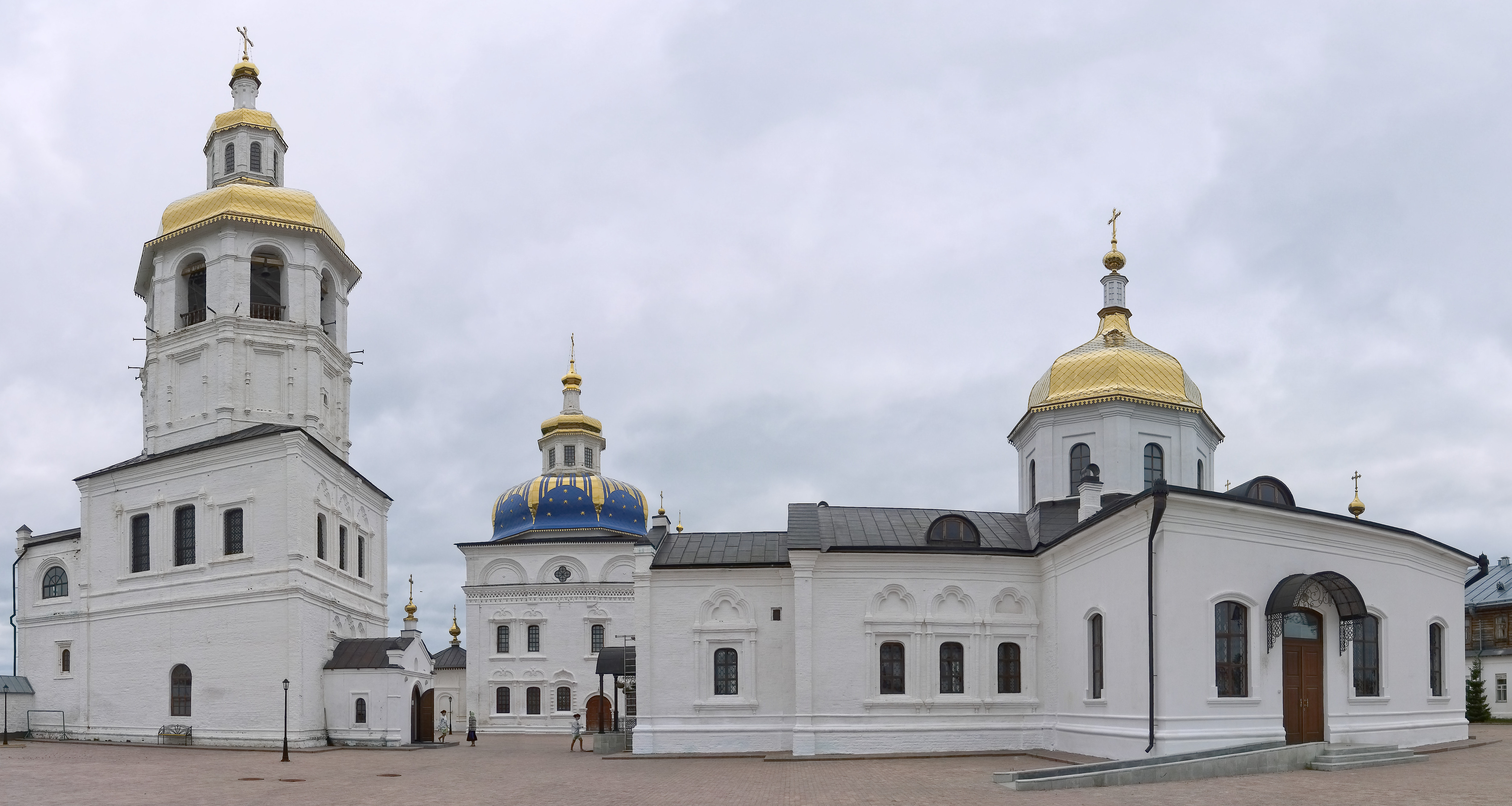
Der Abalakski-Kloster
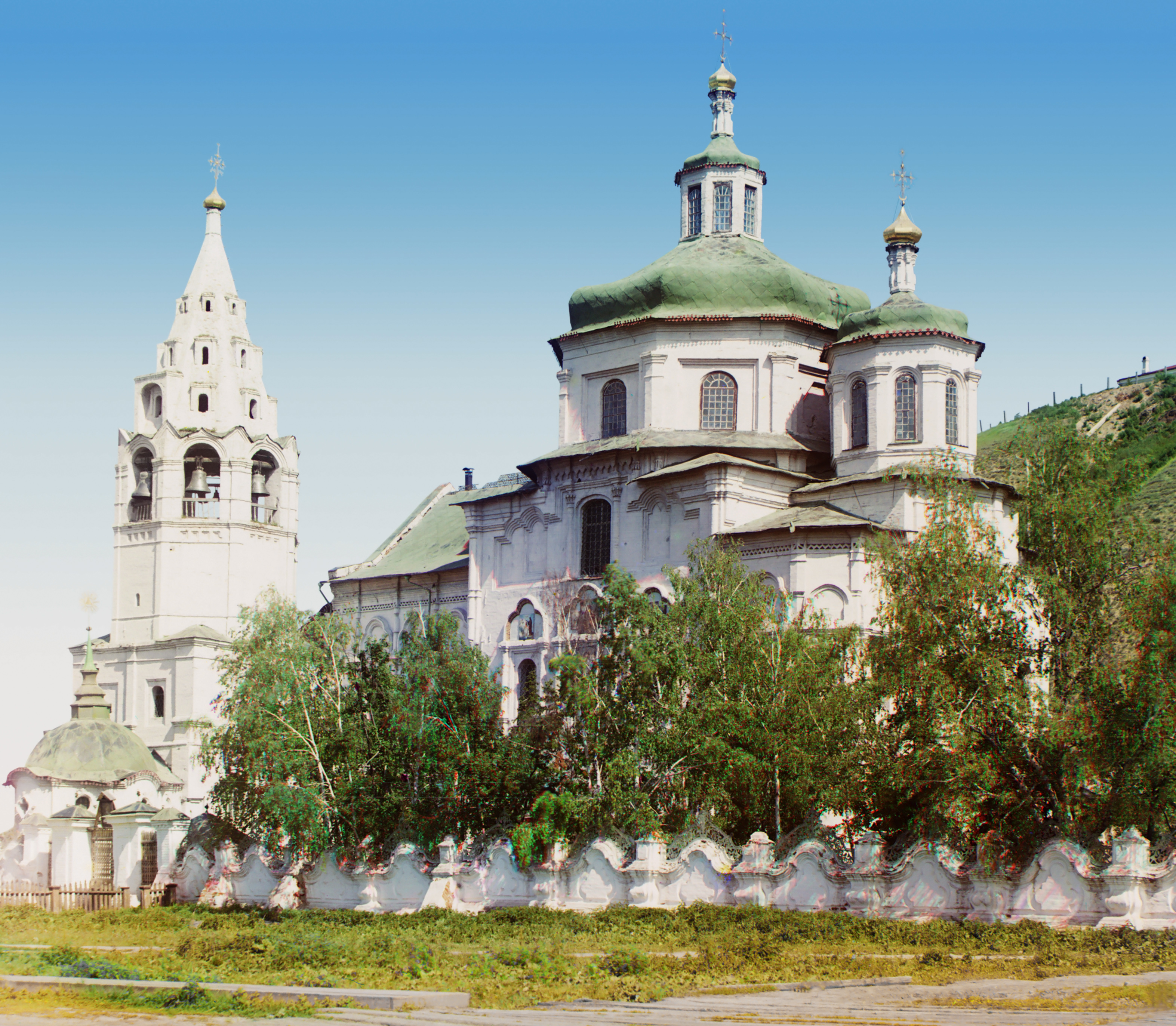
Die Erscheinungskirche (1691–1695), die 1949 gesprengt wurde. Photo von Prokudin-Gorski.
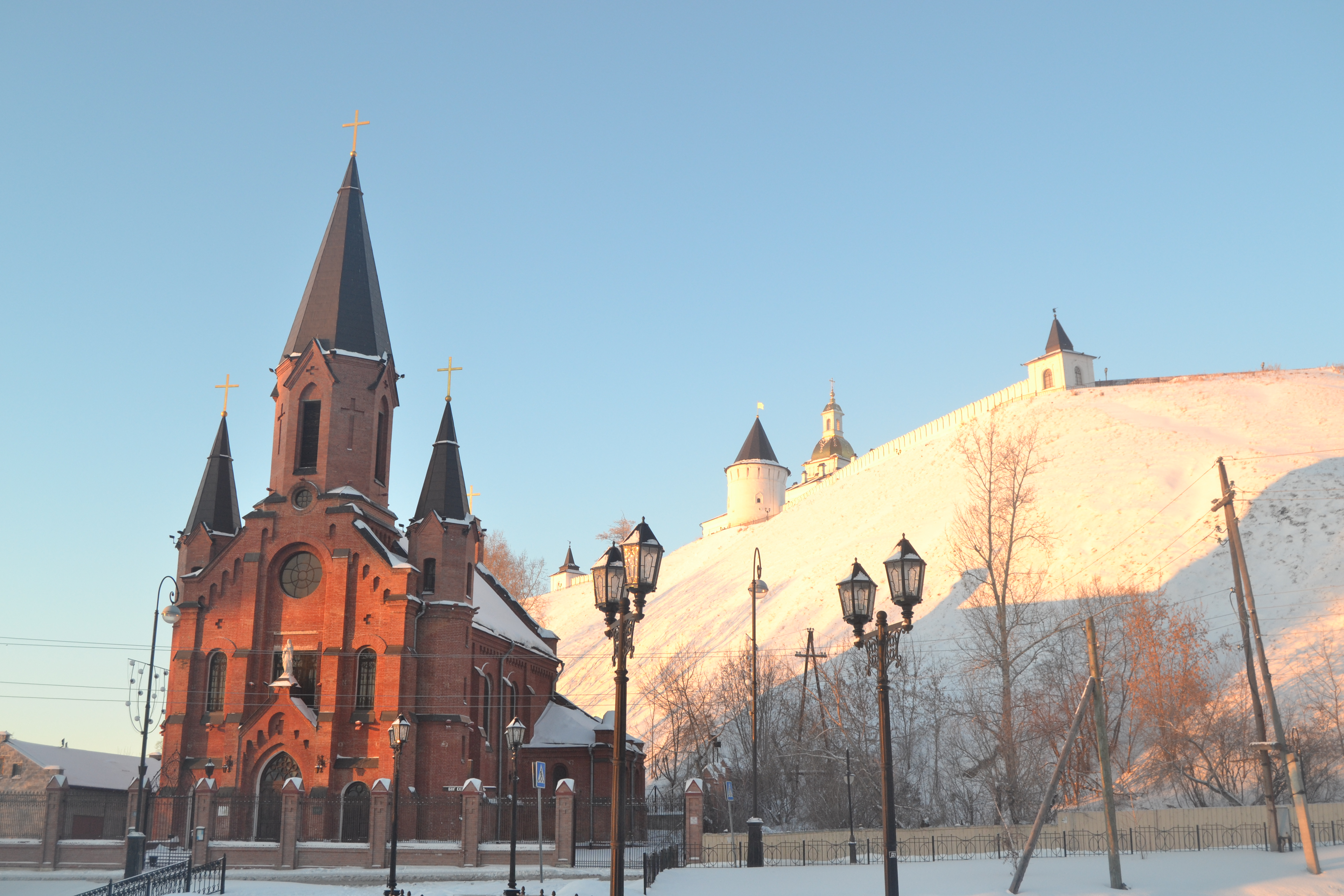
Die Dreifaltigkeitskirche
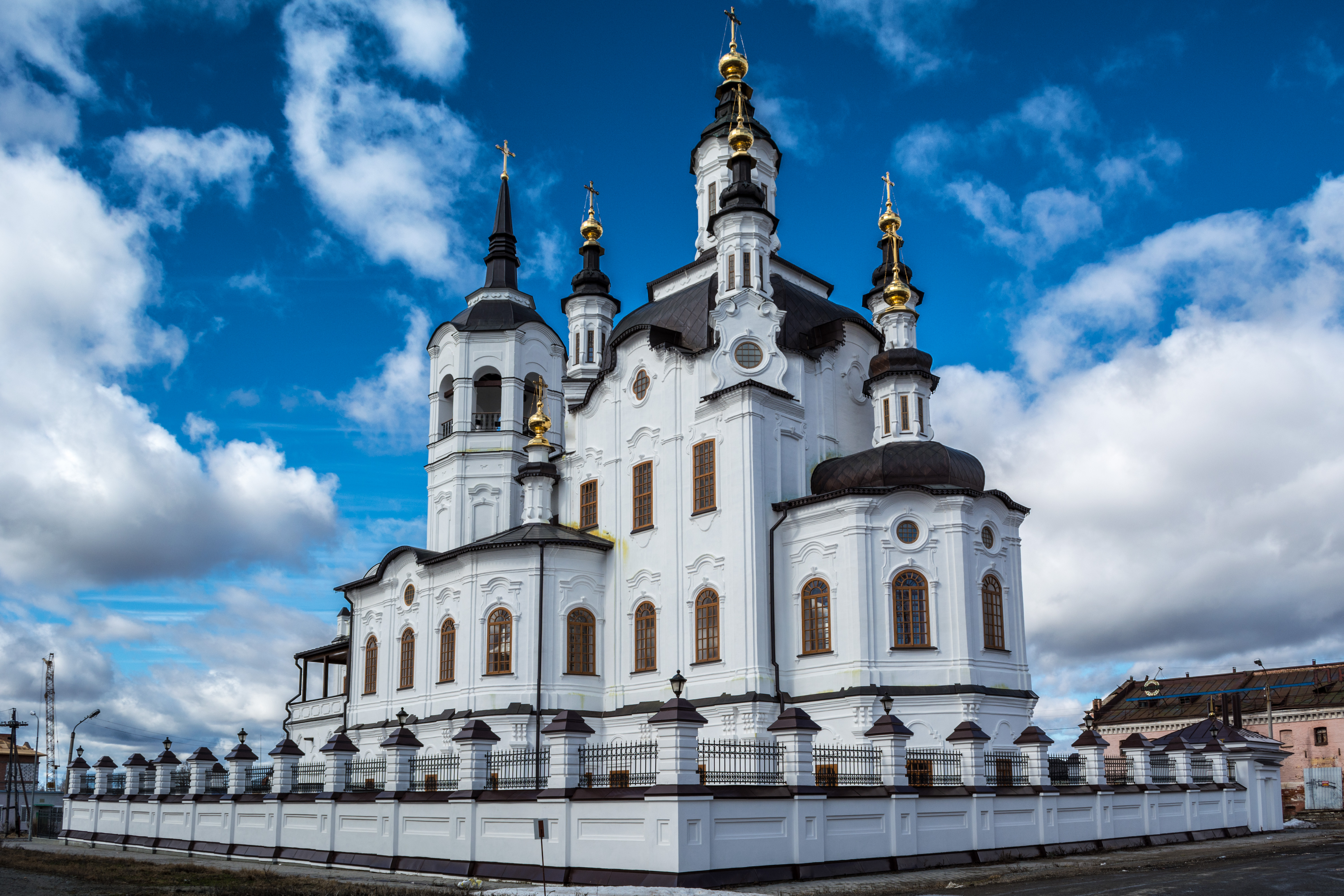
Christi-Auferstehungs-Kirche

## Sehenswürdigkeiten

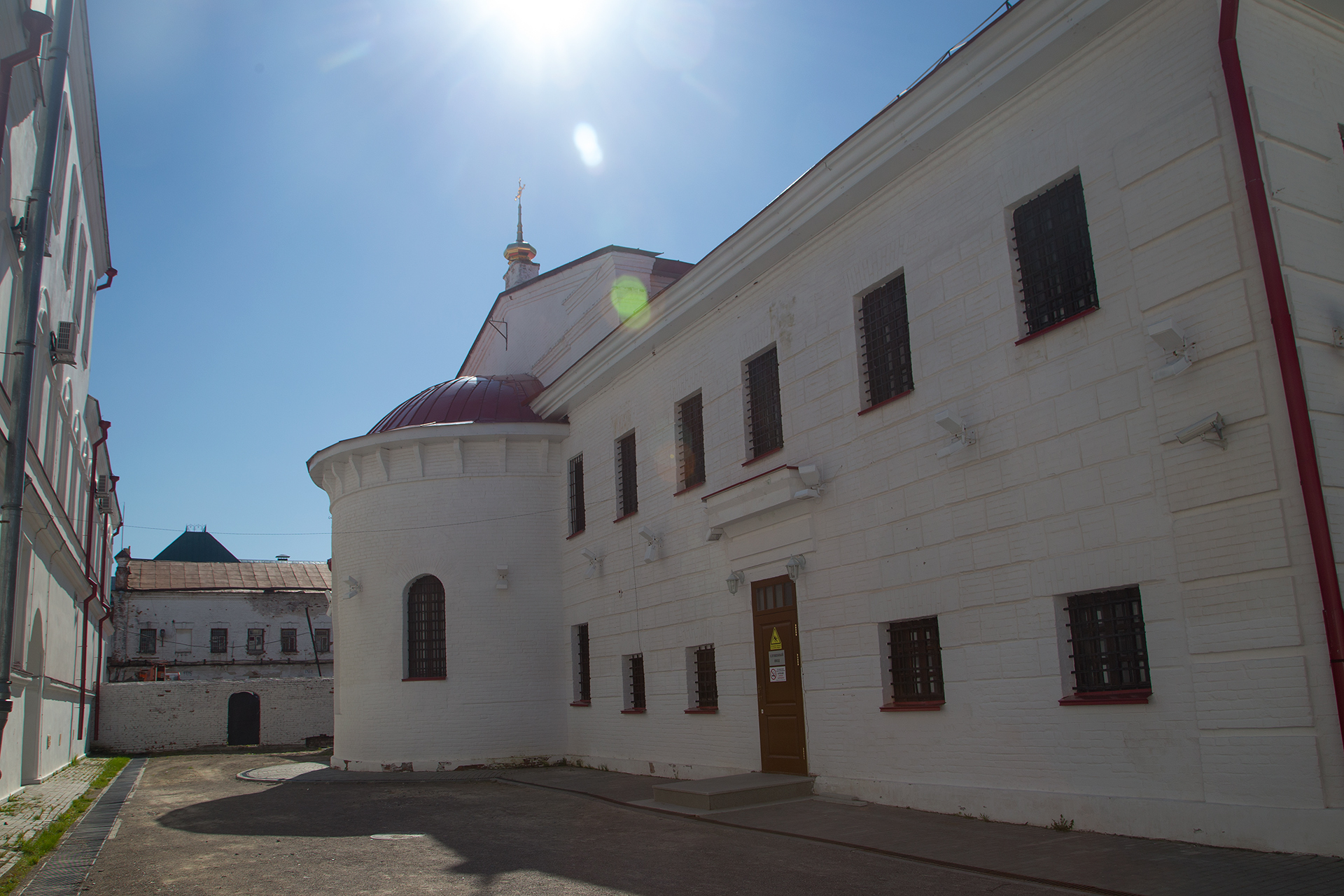
Das Tobolsker Gefängnisschloss

Die Hauptsehenswürdigkeit der Stadt ist der für Sibirien untypische steinerne Kreml, dessen Ausbau von Peter dem Großen angeordnet wurde. Im Museum der Stadt befindet sich eine reiche Sammlung zur Kultur der Chanten und Mansen. Auch befindet sich hier die Christi-Auferstehungs-Kirche, die als Musterbeispiel für den Sibirischen Barock gilt.
Unweit des Kremls befindet sich das Tobolsker Gefängnisschloss, ein Gebäudekomplex, der 1846 bis 1855 als Gefängnis errichtet wurde. In diesem Gefängnis waren unter anderem die Schriftsteller Fjodor Dostojewski, Nikolai Tschernyschewski und Wladimir Korolenko inhaftiert. Erst 1989 wurde das Gefängnis abgeschafft; im Gebäude befindet sich heute ein Museum.

## Söhne und Töchter der Stadt
- Semjon Remesow (1642–nach 1720), Geograph und Historiker
- Michail Newodtschikow (1706–nach 1775), Kaufmann, Vermesser und Kartograf
- Alexander Kokorinow (1726–1772), Architekt
- Alexander Aljabjew (1787–1851), Komponist
- Gawriil Batenkow (1793–1863), Oberst und Schriftsteller
- Nikolai Afanassjew (1821–1898), Violinvirtuose und Komponist
- Wassili Perow (1834–1882), Maler
- Dmitri Mendelejew (1834–1907), Chemiker, Mitbegründer des Periodensystems der chemischen Elemente
- Karus Kahanez (1868–1918), belarussischer Dichter, Romancier, Autor der ersten belarussischen Lehrbücher, Übersetzer, Sprachwissenschaftler, Maler und Bildhauer
- Wladimir Polonski (1893–1937), Politiker
- Alexander Zakin (1903–1990), russisch-US-amerikanischer Pianist
- Pawel Maljarewski (1904–1961), sowjetischer Dramatiker
- Nikolai Nikitin (1907–1973), Architekt
- Lidija Smirnowa (1915–2007), Schauspielerin
- Gennadi Bardin (1932–1998), Meteorologe und Polarforscher
- Juri Ossipow (* 1936), Mathematiker und Mechaniker, Präsident der Russischen Akademie der Wissenschaften
- Arnold Fruchtenbaum (* 1943), US-amerikanischer Theologe und Autor
- Alexander Abdulow (1953–2008), Schauspieler
- Alexander Popow (* 1965), Biathlet
- Jelena Korikowa (* 1972), Schauspielerin und Sängerin[10]
- Andrei Makowejew (* 1982), Biathlet
- Rachim Tschachkijew (* 1983), russischer Boxer inguschetischer Nationalität, Olympiasieger (2008) im Schwergewicht
- Instasamka (* 2000), Bloggerin, Rapperin und Schriftstellerin

## Persönlichkeiten mit Bezug zur Stadt
- Johannes von Tobolsk (1651–1715), Bischof und Metropolit sowie Heiliger der Russisch-Orthodoxen Kirche
- Jean Chappe d’Auteroche (1728–1769), Astronom, beobachtete 1761 einen Venustransit in Tobolsk und beschrieb die Stadt in seinem Reisebericht
- August von Kotzebue (1761–1819), Schriftsteller und Dramatiker; war im Sommer 1800 für einige Monate nach Tobolsk verbannt
- Wilhelm Küchelbecker (1797–1846), russischer Lyriker, starb, nach Sibirien verbannt, 1846 in Tobolsk
- Pjotr Pawlowitsch Jerschow (1815–1869), Schriftsteller und Lehrer
- Zar Nikolaus II. (1868–1918) und seine Familie wurden am 26. August 1917 für einige Zeit in die Stadt verbannt[11]
- Karl Radek (1885–1939), russischer Revolutionär, war 1927 in Verbannung in Tobolsk[12]

## Trivia
Der am 10. August 1994 entdeckte Hauptgürtelasteroid (13125) Tobolsk wurde nach der Stadt benannt.